# Rio das Flores
Rio das Flores es un municipio brasileño del estado de Río de Janeiro. Está a una altitud de 525 metros. Según la estimación poblacional de 2008, la ciudad tiene 8.686 habitantes. Se extiende por un área de 477,662 km², distribuidos en cuatro distritos: Rio das Flores, Manuel Duarte, Táboas y Abarracamento.